# Viaduc Incoronata
Le viaduc Incoronata (en italien viadotto Incoronata) est un pont en poutre-caisson autoroutier de l'A2 situé à proximité de Sicignano degli Alburni, en Campanie (Italie).

## Histoire

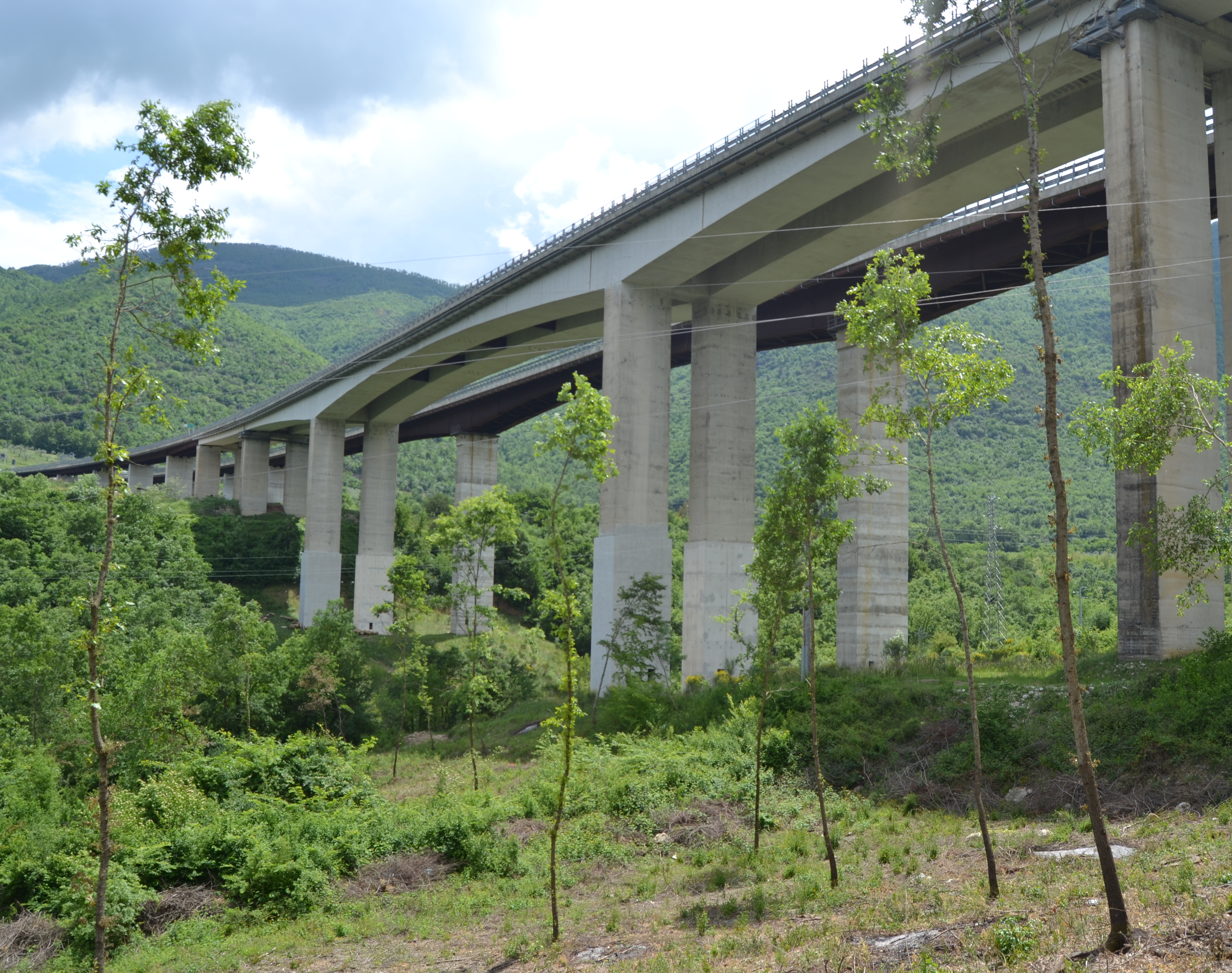
L'ancien pont en béton précontraint (au premier plan) après rénovation.

À l'origine un pont en poutre-caisson en béton précontraint, un second ouvrage (de 1 200 tonnes) avec un tablier mixte acier-béton a été construit en parallèle de l'ancien afin de porter la chaussée sud en direction de Reggio de Calabre.   
L'ouvrage se situe entre le tunnel Costa Incoronata de 1 881 mètres et le tunnel Castelluccio de 711 mètres,.